# Paul-Émile Lamarche
Pour l’article homonyme, voir Lamarche.
Paul-Émile Lamarche (21 décembre 1881-11 octobre 1918) est un avocat et homme politique fédéral du Québec.

## Biographie
Né à Montréal, Paul-Émile Lamarche étudie au Petit Séminaire Saint-Sulpice, au Collège Sainte-Marie de Montréal et à l'Université Laval. Il apprend le droit avec Thomas Chase Casgrain et partit pratiquer à Montréal.
Élu député du Parti conservateur dans la circonscription fédérale de Nicolet en 1911, il sera en opposition avec la position de son Parti sur l'instruction du français en Ontario et la question de l'instruction bilingue au Manitoba. Il démissionne de son poste de député en 1916 et meurt deux ans plus tard à l'âge de 36 ans.